# Fabienne Kohlmann
Pour les articles homonymes, voir Kohlmann.

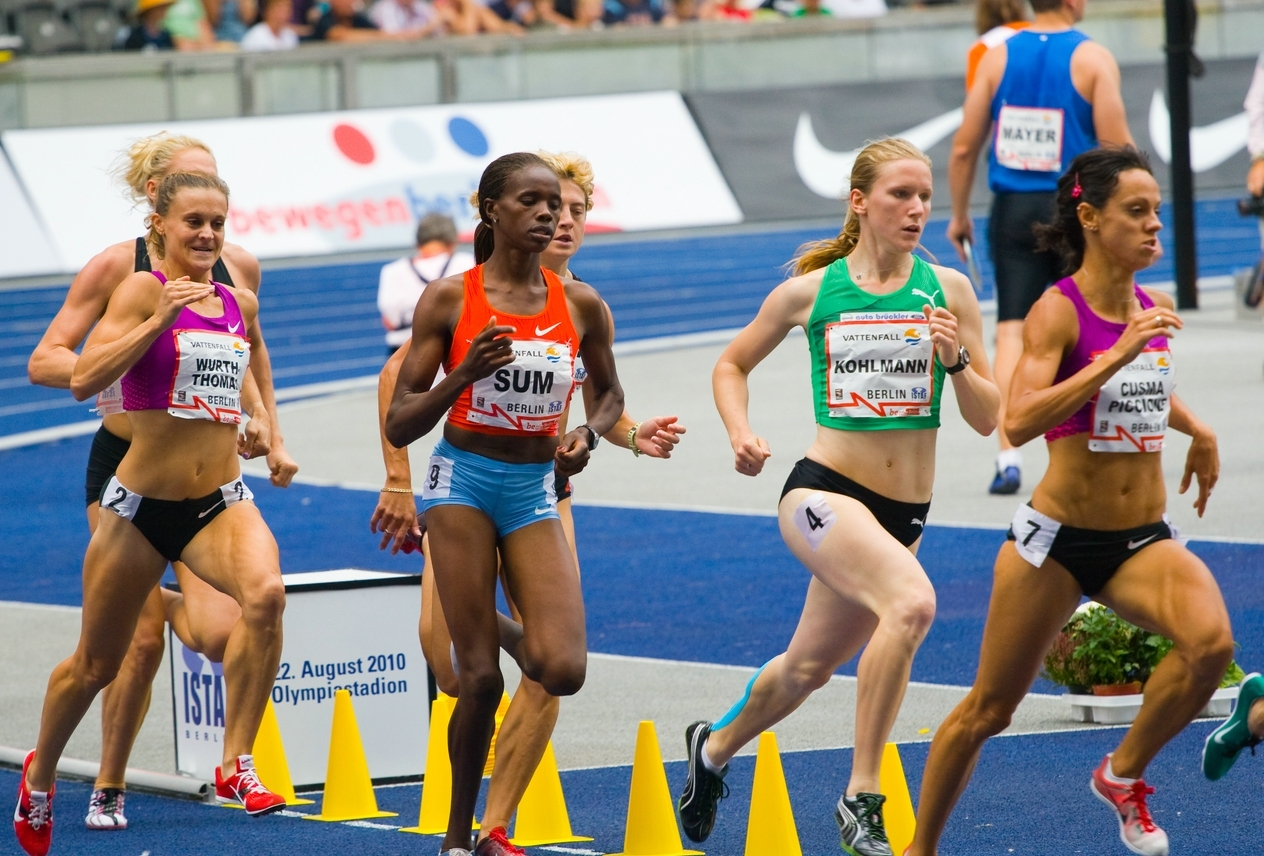
Fabienne Kohlmann (en vert à droite) lors de l'ISTAF Berlin.

Fabienne Kohlmann (née le 6 novembre 1989 à Wurtzbourg) est une athlète allemande spécialiste du 400 mètres haies.
En 2007, Fabienne Kohlmann s'adjuge la médaille d'or du 400 m haies puis la médaille de bronze relais 4 × 400 m lors des Championnats d'Europe juniors d'Hengelo. Huitième du 400 mètres lors des Championnats du monde juniors 2008 de Bydgoszcz, elle obtient la huitième place du relais 4 × 400 m lors des Championnats du monde 2009 de Berlin.
Elle remporte son premier titre de championne d'Allemagne en 2010 sur 400 m haies. Éliminée en demi-finale du 400 m haies lors des Championnats d'Europe de Barcelone, elle améliore néanmoins son record personnel en réalisant le temps de 55 s 49. Alignée par ailleurs dans l'épreuve du relais 4 × 400 m, Fabienne Kohlmann remporte la médaille d'argent de l'épreuve en compagnie de Esther Cremer, Janin Lindenberg et Claudia Hoffmann. L'Allemagne, qui réalise le temps de 3 min 24 s 07, s'incline face à l'équipe de Russie. En 2018, elle récupère le titre après disqualification des Russes.

## Palmarès
| Date | Compétition                          | Lieu               | Résultat | Épreuve     | Temps         |
| ---- | ------------------------------------ | ------------------ | -------- | ----------- | ------------- |
| 2005 | Fest. olympique de la jeunesse euro. | Lignano Sabbiadoro | 1re      | 400 m haies | 58 s 88       |
| 2005 | Fest. olympique de la jeunesse euro. | Lignano Sabbiadoro | 1re      | 4 × 100 m   | 47 s 08       |
| 2007 | Championnats d'Europe juniors        | Hengelo            | 1re      | 400 m haies | 56 s 42       |
| 2007 | Championnats d'Europe juniors        | Hengelo            | 3e       | 4 × 400 m   |               |
| 2008 | Championnats du monde juniors        | Bydgoszcz          | 8e       | 400 m       | 54 s 12       |
| 2008 | Championnats du monde juniors        | Bydgoszcz          | 7e       | 4 × 400 m   | 3 min 39 s 00 |
| 2009 | Championnats du monde                | Berlin             | 4e       | 4 × 400 m   | 3 min 27 s 61 |
| 2010 | Championnats d'Europe par équipes    | Bergen             | 2e       | 4 × 400 m   | 3 min 26 s 96 |
| 2010 | Championnats d'Europe                | Barcelone          | 9e       | 400 m haies | 55 s 49       |
| 2010 | Championnats d'Europe                | Barcelone          | 1re      | 4 × 400 m   | 3 min 24 s 07 |
| 2012 | Championnats d'Europe                | Helsinki           | 5e       | 4 × 400 m   | 3 min 27 s 81 |
| 2015 | Universiade                          | Gwangju            | 3e       | 800 m       | 1 min 59 s 54 |
| 2015 | Championnats du monde                | Pékin              | 15e      | 800 m       | 1 min 59 s 42 |

## Records
| Épreuve | Épreuve   | Temps         | Lieu       | Date             |
| ------- | --------- | ------------- | ---------- | ---------------- |
| 400 m   | Plein air | 52 s 30       | Ratisbonne | 5 juin 2010      |
| 400 m   | En salle  | 54 s 03       | Karlsruhe  | 6 février 2016   |
| 800 m   | Plein air | 1 min 58 s 34 | Berlin     | 6 septembre 2015 |
| 800 m   | En salle  | 2 min 02 s 96 | Düsseldorf | 3 février 2016   |